# Alexander Hamilton
Pour les articles homonymes, voir Hamilton.
Alexander Hamilton, né le 11 janvier 1757 à Charlestown sur l'île de Niévès et mort le 12 juillet 1804 à Greenwich Village, New York (des suites d'un duel dit duel Hamilton-Burr avec le colonel Aaron Burr), est un homme politique, financier, intellectuel et officier militaire américain. Il fonda le Parti fédéraliste, le premier parti politique de l'histoire des États-Unis. Juriste constitutionnaliste, il fut un délégué influent de la convention constitutionnelle américaine en 1787 et un auteur éminent des Papiers fédéralistes (The Federalist Papers), recueil d'articles publié entre 1787 et 1788 donnant une des interprétations faisant autorité de la Constitution. Le premier secrétaire au Trésor des États-Unis pendant la présidence de George Washington, il mit en place la première banque nationale du pays et les premières taxes et fit en sorte que l'état fédéral, nouvellement créé reprenne, les dettes de guerre des differents états de la Confédération. Considéré comme un des principaux Pères fondateurs des États-Unis, son influence sur les institutions américaines se fait encore ressentir à ce jour.

## Biographie

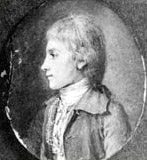
Le jeune Alexander.

Alexander Hamilton est le fils de James Hamilton, marchand écossais de Saint-Christophr, et de Rachel Fawcett Lavien, fille d'un médecin huguenot français. À la suite de la banqueroute de son père et de la mort de sa mère en 1768, le jeune Alexander doit, à douze ans, se préoccuper de son existence matérielle et devient employé dans la maison de comptes de Nicholas Cruger. À la suite d'un voyage, ce Cruger laisse Hamilton seul responsable des affaires. La correspondance qui reste de cette époque atteste d'une étonnante maturité chez le jeune Hamilton et d'une ambition assumée. Il est entouré d'amis qui l'encouragent à la lecture et aux études intellectuelles. Il parle couramment le français, chose rare dans les colonies britanniques, mais très commune dans les Antilles, ce qui lui sera très utile dans sa future carrière.
Selon Max Cavitch, professeur d'anglais à l'université de Pennsylvanie, Hamilton aurait été bisexuel : il écrivit notamment dans sa jeunesse des lettres d'amour à John Laurens,. Son biographe Ron Chernow va également dans ce sens, décrivant ces relations comme un « amour d'adolescence. » Si ses lettres au marquis de Lafayette et à John Laurens emploient les conventions littéraires sentimentales de la fin du dix-huitième siècle et font allusion à l'histoire et à la mythologie grecques, le biographe de Laurens, Gregory D. Massey, rejette toutes les spéculations quant à une relation Laurens-Hamilton. Il décrit leur amitié comme une camaraderie purement platonique en replaçant leur correspondance dans le contexte de la correspondance fleurie de l'époque.
Hamilton se marie en 1780 avec Elizabeth, fille du général Philip Schuyler, et s'allie ainsi à une des familles les plus riches et distinguées de New York.
En 1772, à la suite d'une tempête décrite à ses amis new-yorkais dans sa correspondance, qui fera forte impression sur eux, Hamilton rejoint ses amis pour compléter son éducation. À l'automne 1772, il prépare son entrée à l'université à Elizabethtown. Il entre au King's College (aujourd'hui l'université Columbia) à New York en 1774. Ses études furent cependant interrompues par la guerre d'indépendance des États-Unis.

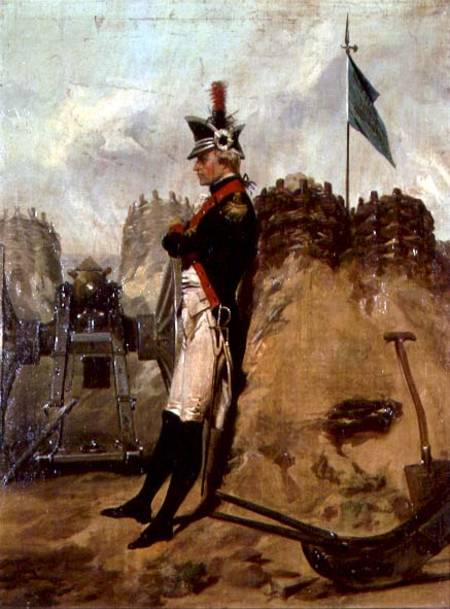
Hamilton dans l'uniforme de l'artillerie new-yorkaise.

Hamlton organise une compagnie d'artillerie qui montrera sa bravoure lors des affrontements de 1776 autour de New York. Il entre sous le commandement de George Washington en mars 1777 avec le grade de lieutenant-colonel. Il sera pendant quatre ans son secrétaire personnel et son aide de camp. Cependant, son ambition de gloire militaire le rend impatient, et il saisit la moindre réprimande administrée par Washington comme excuse pour quitter son état-major (février 1781). Il mène par la suite une colonne américaine à la victoire à la bataille de Yorktown.
En 1787, Hamilton devient délégué de la Convention constitutionnelle. Il plaidait pour le plan de gouvernement le plus centralisé parmi tous les participants et préconisait de supprimer virtuellement la souveraineté des États en notant que tant qu'il y aurait du pouvoir dans les États, les gens aspireraient à acquérir ce pouvoir au détriment de la nation dans son ensemble. Son plan comprenait :
- Une législature bicamérale
- Une chambre basse, l'Assemblée, élue par le peuple pour un mandat de trois ans
- Une chambre haute, le Sénat, élue à vie par des électeurs choisis par le peuple
- Un cadre, le gouverneur, élu par les électeurs et avec une durée de service à vie
- Le gouverneur avait un veto absolu sur les projets de loi
- Un pouvoir judiciaire à vie
- Les gouverneurs d'État nommés par le législateur national
- Le droit de veto national sur toute législation de l'État[10]

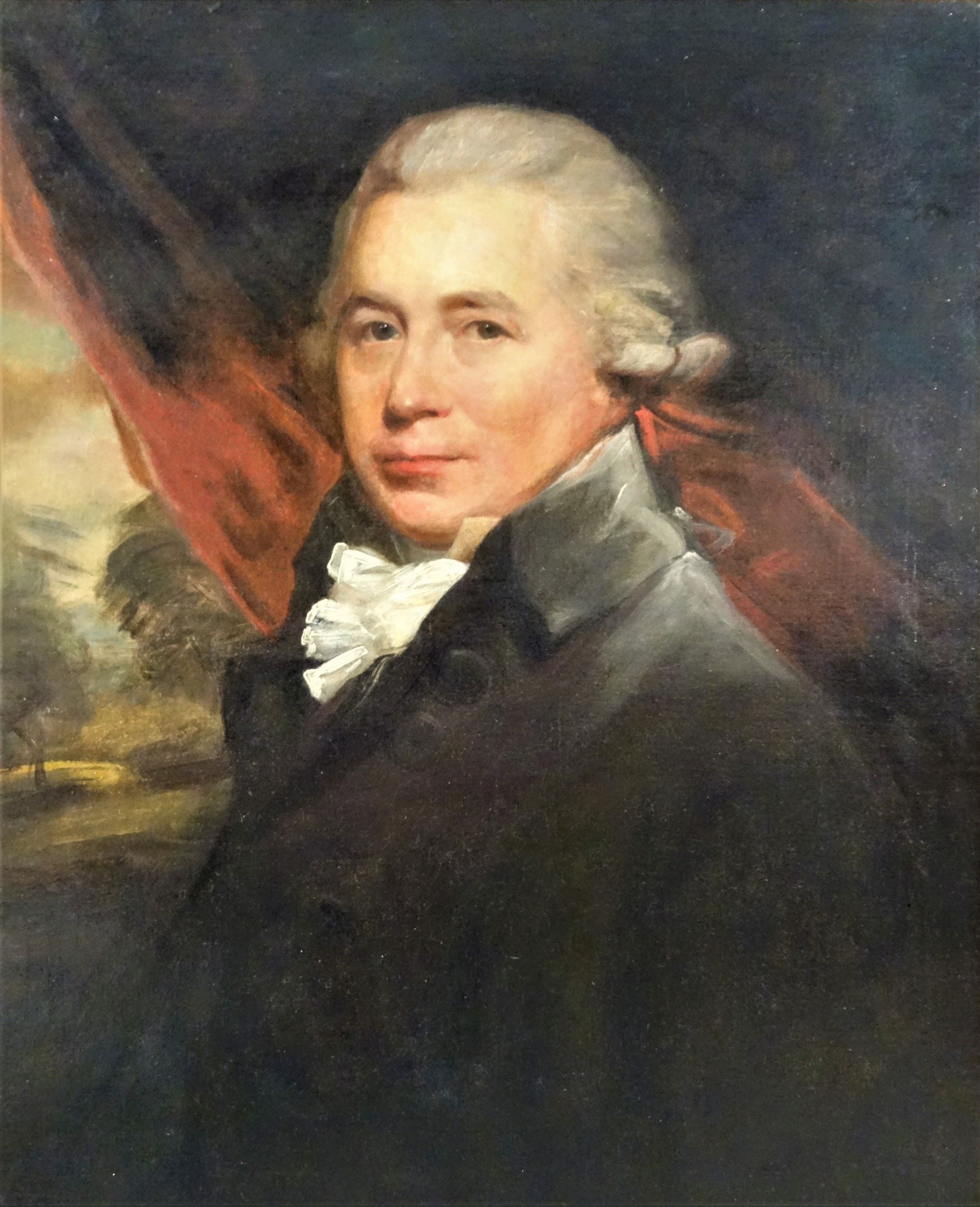
Alexander Hamilton vers 1795.

Hamilton fut le premier et le plus influent secrétaire au Trésor. Il avait beaucoup d'influence sur le reste du gouvernement et la formation de sa politique, y compris la politique étrangère. Avançant l'utilisation de la puissance fédérale pour moderniser la nation, il convainquit le Congrès d'interpréter largement la Constitution pour passer des lois audacieuses. Elles comprirent la création d'une dette nationale, la garantie fédérale des dettes des États de la Confédération, ce que l'on appelle désormais le « moment hamiltonien », mais aussi la création d'une banque nationale publique et l'établissement d'un système de taxes comprenant des droits de douane sur les importations et une imposition sur le whisky. En affaires étrangères, il favorisa les échanges commerciaux avec le Royaume-Uni ; il donna ainsi les instructions à John Jay pour le traité de Londres signé en 1794. Il s'opposa à la Révolution française et débattit avec Thomas Jefferson en 1793 afin que les États-Unis soient neutres dans la guerre entre la France et le Royaume-Uni ; toutefois, il fut proclamé citoyen français par l’Assemblée nationale législative le 26 août 1792.
Hamilton créa et domina le parti fédéraliste, le premier parti politique américain, qu'il construisit par un système de clientèle, un réseau de dirigeants d'élite et une politique éditoriale agressive. Son grand adversaire était Thomas Jefferson, qui s'opposait à sa vision urbaine, industrielle et pro-britannique. Hamilton se retira du Trésor en 1795 pour pratiquer le droit mais fit son retour dans l'arène politique en 1798 comme organisateur d'une nouvelle armée, destinée à se défendre contre les colonies de l'Espagne (si jamais la France passait par celles-ci pour s'attaquer aux États-Unis dans le contexte de la quasi-guerre) ; Hamilton s'en servit également pour menacer l'État de Virginie. Il s'employa à défaire aussi bien Adams que Jefferson aux élections de 1800 ; mais lors du blocage de la Chambre des représentants, il aida à sécuriser l'élection de Jefferson contre Aaron Burr.

### Mort

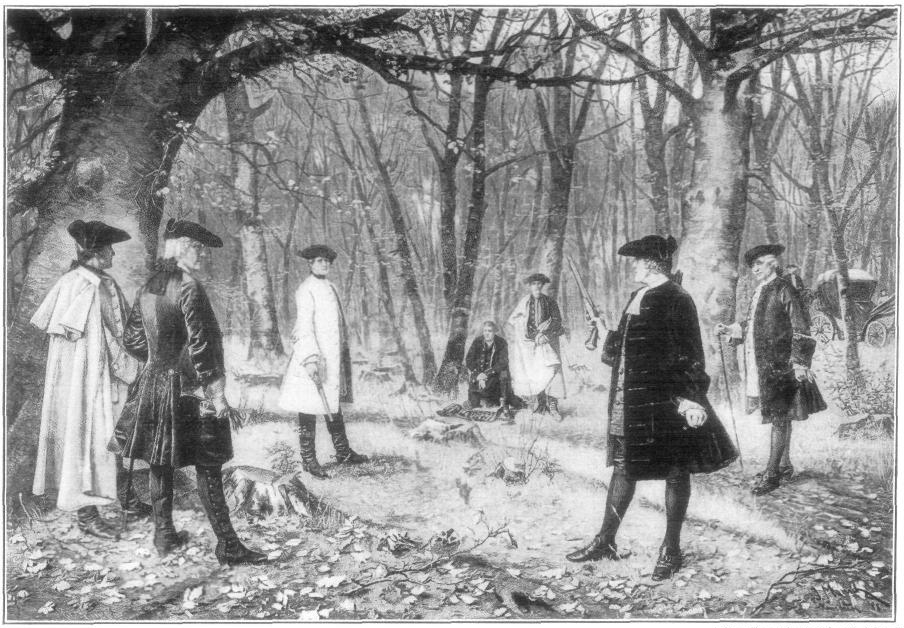
Représentation du duel.

La rivalité entre Hamilton et le vice-président Burr est telle que, le 11 juillet 1804, les deux se retrouvent dans un champ en dehors de la ville de Weehawken, dans le New Jersey pour un duel à mort au pistolet. Blessé mortellement, Hamilton meurt le lendemain à Greenwich Village. Il est enterré au Trinity Church Cemetery, à Manhattan.

## Pensée économique
Son Rapport sur les Manufactures, publié le 5 décembre 1791, imaginait une nation industrielle dans ce qui était alors un pays rural. Il soutenait les aides aux industries naissantes, l'établissement de droits de douane modérés et de restrictions à l'importation. Le Congrès adopta les deux derniers points de ce rapport mais refusa d'accorder de subventions aux manufactures et s'inquiétait de la disparité des aides entre le Nord manufacturier et le Sud agricole. Sous l'influence d'Hamilton, les droits à l'importation furent relevés en 1791, 1792 et 1794, puis diminués, puis de nouveau relevés en 1797 et 1800. En 1801, les revenus des douanes s'élevaient à 10 751 000 dollars.

## Pensée politique

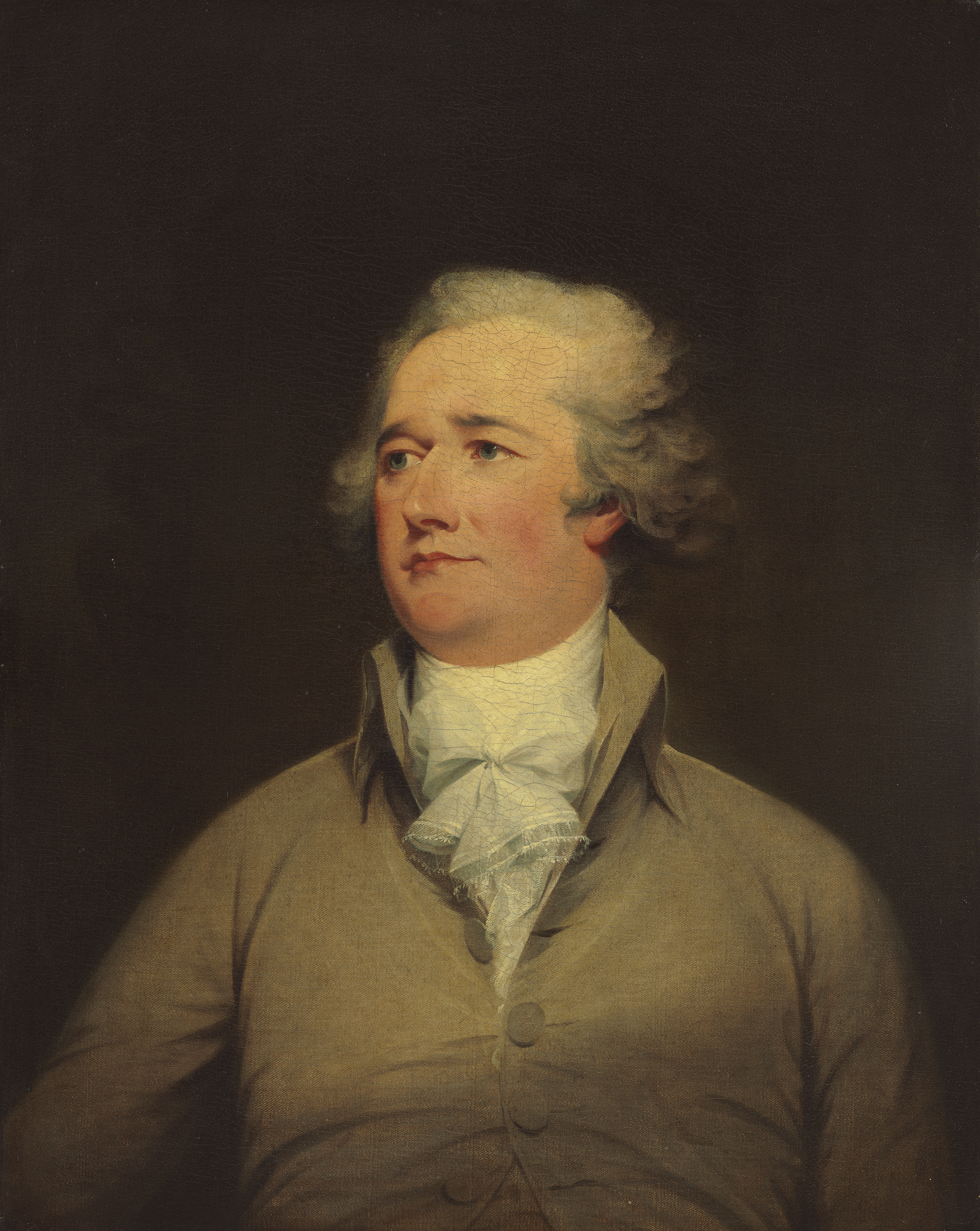
Alexander Hamilton en 1792.

Durant la Révolution, il écrivit une lettre au Congrès continental afin de mettre en place quatre bataillons d'esclaves pour servir au combat puis les libérer — ainsi que l'armée continentale procédait habituellement avec les esclaves enlistés ; plusieurs États y étaient amenés vers la fin de la guerre. Cela aurait été la première unité de combat noire, le Congrès approuvant le plan d'acheter 3 000 esclaves, mais les officiels de Caroline du Sud mirent leur veto. Des plans précédents ne concernaient que des États fédérés. En 1785, en tant que chef des forces antiesclavagistes de New York, il aida à stopper le commerce des esclaves basé dans la ville et appuya une loi d'État pour y abolir l'esclavage qui passa finalement en 1799. Ses conceptions raciales, quoique pas entièrement égalitaires, étaient plutôt progressistes pour l'époque, estime l'historien James Horton.
Hamilton était profondément impliqué en faveur des principes républicains, exprimés le plus clairement dans Les Papiers fédéralistes, qu'il rédigea avec le concours de John Jay et James Madison sous le pseudonyme de Publius. Il défendit dans ces essais l'adoption de la Constitution. Sa vision moderniste fut rejetée par l'élection de Jefferson en 1800. Cependant, après les faiblesses de l'État, mises en évidence par la guerre de 1812, d'anciens opposants en vinrent à promouvoir ses programmes proposant l'institution d'une banque nationale, des améliorations internes de la structure étatique et une armée de terre et navale mieux structurée. Les partis postérieurs whig et républicain adoptèrent de nombreux thèmes d'Hamilton, mais sa mauvaise réputation après 1800 ne leur permit pas de le reconnaître comme inspirateur direct jusqu'à ce que son style de gouvernance prît l'ascendant à nouveau vers 1900.

## Fédéralisme hamiltonien
Hamilton est un disciple de Hobbes et de Montesquieu. Pour lui, l’État est garant de l’intérêt général et la créativité humaine est la base de toute économie. Il n'obéit pas toujours sans contraintes aux principes de la raison et de la justice. Un gouvernement doit être énergique, aux mains des plus doués et des plus raisonnables.
La liberté est liée à la propriété, dont la distribution inégale est liée à la nature humaine. Hamilton conçoit les treize colonies, unies par un texte, économiquement prospères grâce à l'industrie et vivant dans l'autarcie et le protectionnisme.
Il propose une forme de fédéralisme devant limiter le pouvoir des États fédérés et augmenter les droits des citoyens. Le fédéralisme « hamiltonien » est un instrument du libéralisme et de la séparation des pouvoirs, qui freinent la pression de la souveraineté populaire. Il se base sur la primauté des institutions qui émanent des citoyens et qui assument leur pouvoir de décision, mais en écartant toute ligne politique préalable. Cela fait la différence par rapport au fédéralisme intégral à la recherche de doctrines embrassant l'ensemble des domaines politiques et sociaux.
Comme  Jefferson, Hamilton est élitiste et individualiste, ce qui n'empêche pas les deux hommes d'avoir des points de vue différents sur de nombreux sujets.

## Citations
(avril 2025).
« Le peuple est turbulent et changeant, rarement il juge ou décide raisonnablement. »
« Le pouvoir étant presque toujours rival du pouvoir, le gouvernement fédéral sera toujours prêt à en repousser les usurpations des États fédérés et ceux-ci seront vis-à-vis du gouvernement fédéral dans la même disposition. »
« Je sais qu'il y a des gens près desquels le pouvoir exécutif ne saurait mieux se recommander qu'en se pliant avec servilité aux désirs du peuple ou de la législature; mais ceux-là me paraissent posséder des notions bien grossières sur l'objet de tout gouvernement, ainsi que sur les vrais moyens de produire la prospérité publique
. »
« Que les opinions du peuple, quand elles sont raisonnées et mûries, dirigent la conduite de ceux auxquels il confie ses affaires, c'est ce qui résulte de l'établissement d'une condition républicaine : mais les principes républicains n'exigent point qu'on se laisse emporter au moindre vent des passions populaires, ni qu'on se hâte d'obéir à toutes les impulsions momentanées que la multitude peut recevoir par la main artificieuse des hommes qui flattent ses préjugés pour trahir ses intérêts. »
« Le peuple ne veut, le plus ordinairement, qu'arriver au bien public, ceci est vrai; mais il se trompe souvent en le cherchant. Si on venait lui dire qu'il juge toujours sainement les moyens à employer pour produire la prospérité nationale, son bon sens lui ferait mépriser de pareilles flatteries; car il a appris par expérience qu'il lui est arrivé quelquefois de se tromper; et ce dont on doit s'étonner, c'est qu'il ne se trompe pas plus souvent, poursuivi comme il l'est toujours par les ruses des parasites et des sycophantes; environné par les pièges que lui tendent sans cesse tant d'hommes avides et sans ressources, déçu chaque jour par les artifices de ceux qui possèdent sa confiance sans la mériter, ou qui cherchent plutôt à la posséder que s'en rendre dignes. »
« Lorsque les vrais intérêts du peuple sont contraires à ses désirs, le devoir de tous ceux qu'il a préposés à la garde de ces intérêts est de combattre l'erreur dont il est momentanément la victime, afin de lui donner le temps de se reconnaître et d'envisager les choses de sang-froid. Et il est arrivé plus d'une fois qu'un peuple, sauvé ainsi des fatales conséquences de ses propres erreurs, s'est plu à élever des monuments de sa reconnaissance aux hommes qui avaient eu le magnanime courage de s'exposer à lui déplaire pour le servir. »

## Postérité

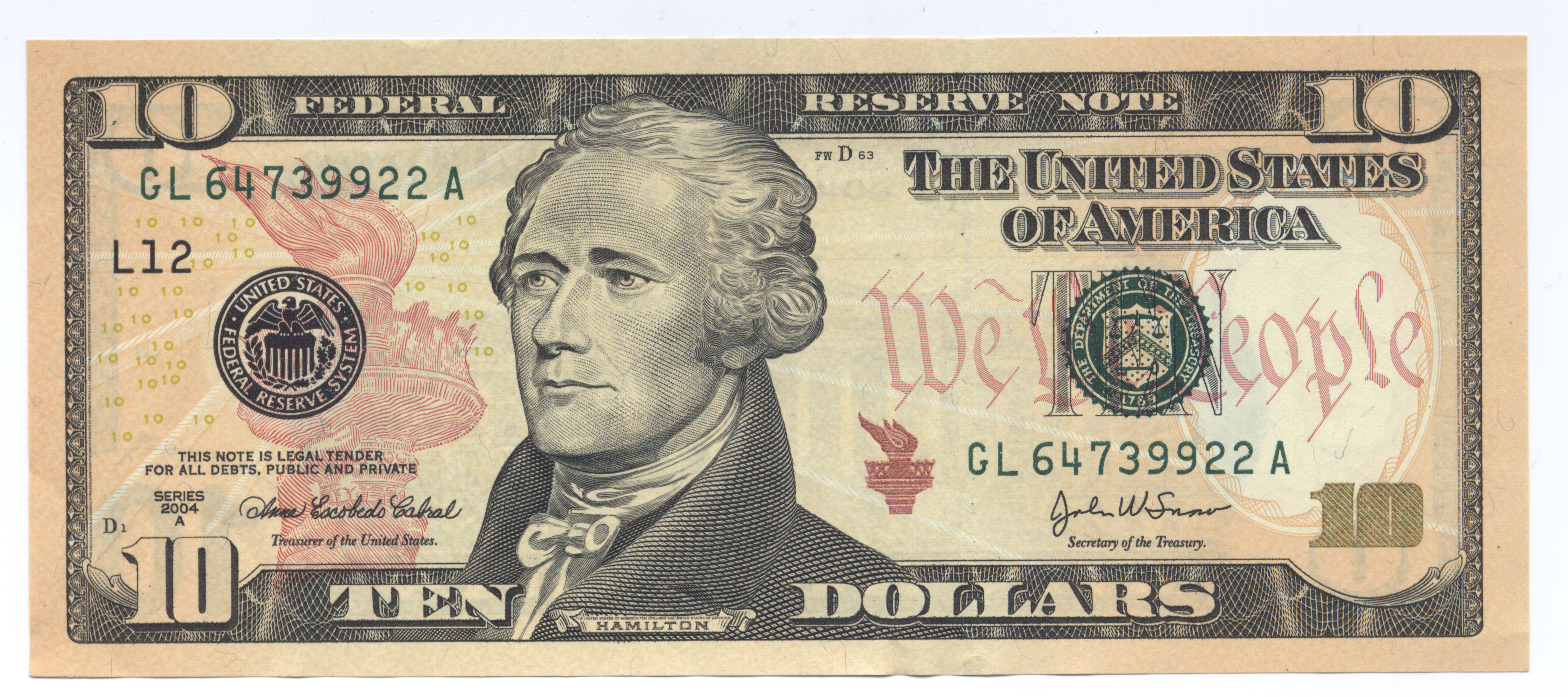
Alexander Hamilton sur les billets de 2004, basé sur un portrait de 1805 par John Trumbull.

Populaire au moment de la guerre de Sécession, son portrait figure sur les billets de plusieurs valeurs de l'époque. Depuis, son visage n'apparaît plus que sur les billets de 10 dollars.
De nombreuses villes des États-Unis ont été nommées en son hommage. Il en est de même de navires, comme le PS Alexander Hamilton.
Une comédie musicale Hamilton, écrite par Lin-Manuel Miranda, se joue à Broadway à partir de 2015, et à Londres au Victoria Palace Theatre à partir du 21 décembre 2017.

## Jugements
James Madison déclarait en 1831 qu'il possédait des capacités intellectuelles de premier ordre, et des qualités morales d'intégrité et d'honneur à un degré captivant. Talleyrand disait de lui qu'il avait la capacité de deviner sans raisonner, le comparait à Fox et à Napoléon et déclarait qu'il avait « deviné l'Europe ».